# ゴングショー
ゴングショー、あるいはゴングショウ (Gong Show)は、テレビ・ラジオ番組やトークショーで行われる審査形式。アメリカのバラエティ番組『ザ・ゴングショー』が原型。

## 概要
視聴者参加型番組において多用されるフォーマットのひとつ。開催場所などによって細かな違いはあるものの、ショーの流れはおよそ以下の通り。
1. 司会者の紹介で参加者がステージに登場する
2. ステージ上で演目を行う
3. 演目の最中に審査員が「つまらない」「見る価値がない」（もしくはその逆）と判断した場合、何らかの装置によってそれを評価点として表明する
4. 規定数の加点、もしくは減点が行われた場合、演目はその時点で中止となる。演目を最後まで終えた場合、合格扱いとなるケースが多い

参加者の数だけ1～4を繰り返し、最終的に残った参加者の中から最も優秀な参加者を決定する。

## 日本で放送されている主なゴングショー形式の番組
- 欽ちゃんの仮装大賞
- NHKのど自慢
- とんねるずのみなさんのおかげでした - 博士と助手〜細かすぎて伝わらないモノマネ選手権〜
- サタネプ☆ベストテン
- 歌ネタゴングSHOW 爆笑！ターンテーブル